# Fairfield (Vermont)
Fairfield ist eine Town im Franklin County des Bundesstaates Vermont in den Vereinigten Staaten mit 2.044 Einwohnern laut Volkszählung von 2020.

## Geografie

### Geografische Lage
Fairfield liegt inmitten der Green Mountains, etwa 30 Kilometer entfernt von der kanadischen Grenze, zentral im Franklin County. Der größte See auf dem Gebiet der Town ist der Fairfield Pond im Nordwesten. Der Clack Creek durchfließt mit seinen Zuflüssen die Town in nördliche Richtung und mündet bei Sheldon in den Missisquoi River. Das Gebiet der Town ist hügelig, die höchste Erhebung ist der 449 m hohe Pine Hill.

### Nachbargemeinden
Alle Entfernungen sind als Luftlinien zwischen den offiziellen Koordinaten der Orte aus der Volkszählung 2010 angegeben.
- Norden: Sheldon, 3,0 km
- Nordosten: Enosburgh, 9,9 km
- Osten: Bakersfield, 15,5 km
- Südosten: Fletcher, 4,4 km
- Südwesten: Fairfax, 8,5 km
- Westen: St. Albans, 17,4 km

### Stadtgliederung
Die Gemeinde besitzt zwei größere Siedlungskerne, Fairfield und East Fairfield, doch auch die anderen Bereiche des Landstrichs sind durch verstreute Farmen weiträumig besiedelt.

### Klima
Die mittlere Durchschnittstemperatur in Fairfield liegt zwischen −9,44 °C (15 °Fahrenheit) im Januar und 20,6 °C (69 °Fahrenheit) im Juli. Damit ist der Ort gegenüber dem langjährigen Mittel der USA um etwa 9 Grad kühler. Die Schneefälle zwischen Mitte Oktober und Mitte Mai liegen mit mehr als zwei Metern etwa doppelt so hoch wie die mittlere Schneehöhe in den USA. Die tägliche Sonnenscheindauer liegt am unteren Rand des Wertespektrums der USA, zwischen September und Mitte Dezember sogar deutlich darunter.

## Geschichte

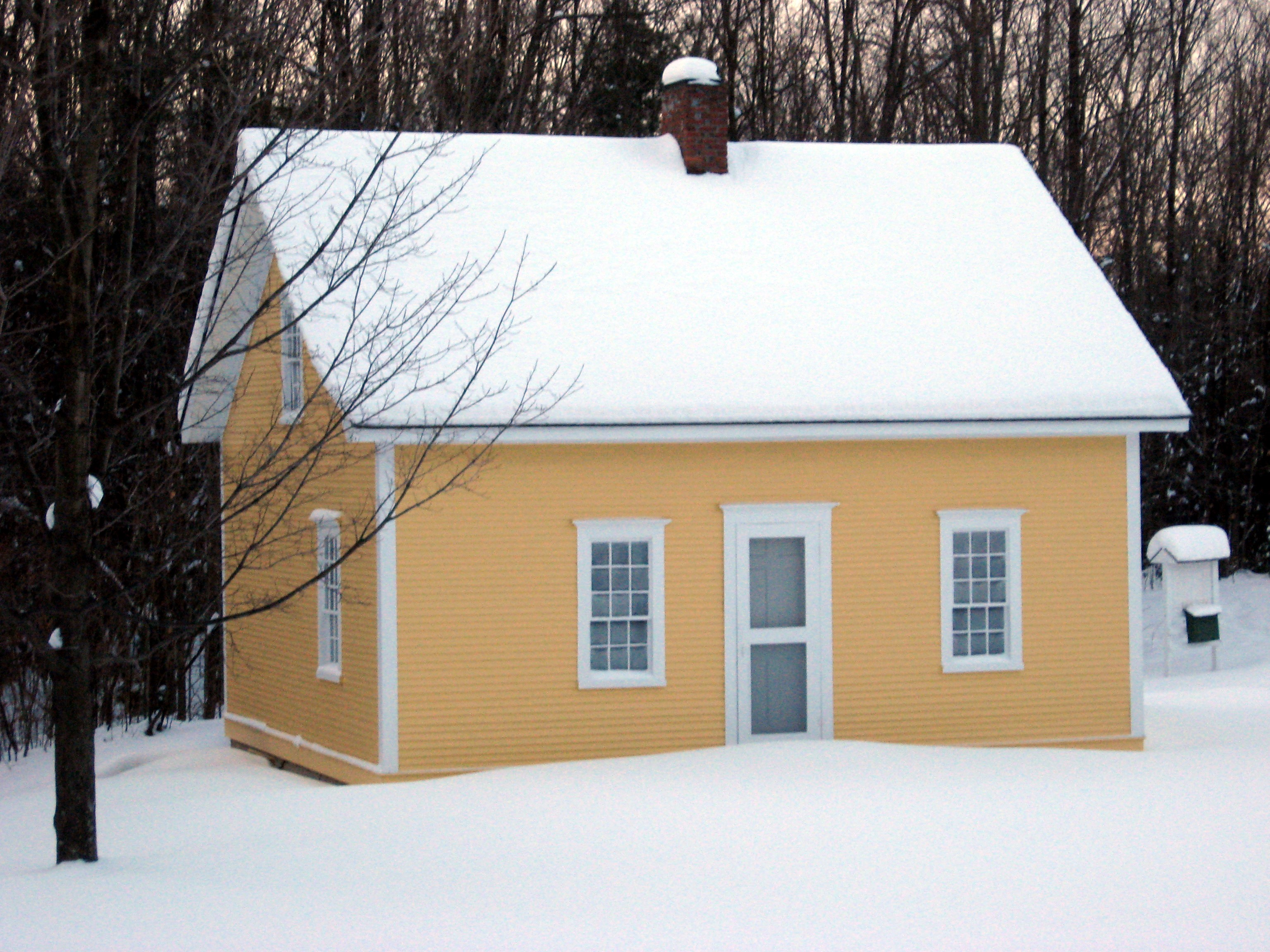
Geburtshaus von Chester A. Arthur

Der Ort wurde am 18. August 1763 von Benning Wentworth im Zuge der Kolonialisierung durch die Briten gegründet und im Rahmen der New Hampshire Grants zur Landnahme freigegeben. Den Grant bekam Samuel Hungerfort und weitere. Am selben Tag wurden auch Hungerford, das heutige Sheldon sowie ein weiterer Ort Smithfield gegründet. Smithfield wurde aber bereits im selben Jahr zwischen Fairfield und Bakersfield aufgeteilt. Benannt wurde die Gemeinde nach der gleichnamigen Stadt in Connecticut, aus der einige der Neusiedler stammten. Die Besiedlung startete im März 1788 und der erste Siedler der Town war Joseph Wheeler. Die konstituierende Versammlung der Town fand im März 1790 statt.
Bei der ersten Volkszählung im Jahr 1791 gab es in Fairfield 125 Einwohner; bis 1850 stieg die Zahl auf 2500 an. Die Volkszählung von 2010 wies eine Einwohnerzahl von 1891 aus. Haupteinnahmequellen der Bevölkerung sind traditionell Landwirtschaft – Fairfield gilt als wichtiges landwirtschaftliches Zentrum des nordöstlichen Vermonts – und Forstwirtschaft. Tourismus ist in dieser Region nahezu unbekannt.

### Religion
In Fairfield ist eine römisch-katholischen Kirchengemeinden und die Gemeinde der United Church of Christ ansässig.

### Einwohnerentwicklung
| Volkszählungsergebnisse – Town of Fairfield, Vermont | Volkszählungsergebnisse – Town of Fairfield, Vermont | Volkszählungsergebnisse – Town of Fairfield, Vermont | Volkszählungsergebnisse – Town of Fairfield, Vermont | Volkszählungsergebnisse – Town of Fairfield, Vermont | Volkszählungsergebnisse – Town of Fairfield, Vermont | Volkszählungsergebnisse – Town of Fairfield, Vermont | Volkszählungsergebnisse – Town of Fairfield, Vermont | Volkszählungsergebnisse – Town of Fairfield, Vermont | Volkszählungsergebnisse – Town of Fairfield, Vermont | Volkszählungsergebnisse – Town of Fairfield, Vermont |
| Jahr                                                 | 1700                                                 | 1710                                                 | 1720                                                 | 1730                                                 | 1740                                                 | 1750                                                 | 1760                                                 | 1770                                                 | 1780                                                 | 1790                                                 |
| ---------------------------------------------------- | ---------------------------------------------------- | ---------------------------------------------------- | ---------------------------------------------------- | ---------------------------------------------------- | ---------------------------------------------------- | ---------------------------------------------------- | ---------------------------------------------------- | ---------------------------------------------------- | ---------------------------------------------------- | ---------------------------------------------------- |
| Einwohner                                            |                                                      |                                                      |                                                      |                                                      |                                                      |                                                      |                                                      |                                                      |                                                      | 129                                                  |
| Jahr                                                 | 1800                                                 | 1810                                                 | 1820                                                 | 1830                                                 | 1840                                                 | 1850                                                 | 1860                                                 | 1870                                                 | 1880                                                 | 1890                                                 |
| Einwohner                                            | 901                                                  | 1.618                                                | 1.573                                                | 2.270                                                | 2.448                                                | 2.591                                                | 2.497                                                | 2.391                                                | 2.172                                                | 1.825                                                |
| Jahr                                                 | 1900                                                 | 1910                                                 | 1920                                                 | 1930                                                 | 1940                                                 | 1950                                                 | 1960                                                 | 1970                                                 | 1980                                                 | 1990                                                 |
| Einwohner                                            | 1.830                                                | 1.778                                                | 1.532                                                | 1.541                                                | 1.444                                                | 1.428                                                | 1.225                                                | 1.285                                                | 1.493                                                | 1.680                                                |
| Jahr                                                 | 2000                                                 | 2010                                                 | 2020                                                 | 2030                                                 | 2040                                                 | 2050                                                 | 2060                                                 | 2070                                                 | 2080                                                 | 2090                                                 |
| Einwohner                                            | 1.800                                                | 1.891                                                | 2.044                                                |                                                      |                                                      |                                                      |                                                      |                                                      |                                                      |                                                      |

## Wirtschaft und Infrastruktur

### Verkehr
In westöstlicher Richtung verläuft Vermont Route 36 von St. Albans im Westen nach Bakersfield im Osten durch die Town. Es gibt keine Station der Amtrak in Fairfield. Die nächste befindet sich in St. Albans.

### Öffentliche Einrichtungen
Das Northwestern Medical Center in St. Albans ist das nächstgelegene Krankenhaus für die Bewohner der Town.

### Bildung
Fairfield gehört mit St. Albans zur Franklin Central Supervisory Union Die Fairfield Center School bietet Schulklassen von Kindergarten bis zum achten Schuljahr.
Die Bent Northrop Memorial Library wurde im Jahr 1987 gegründet. Sie geht auf eine Schenkung von Consuelo Northrop Bailey in Erinnerung an ihren Vater Bent Northrop zurück. Mary Northrop Wallis, die Schwester von Consuelo Northrop Bailey, die erste Vizegouverneurin eines Bundesstaates in den Vereinigten Staaten, hinterließ der Bibliothek ihre Bücher als Erbe. Eine weitere großzügige Spende erhielt die Bibliothek durch Dr. Winston und seiner Frau Frederika Northrop Sargent.

## Persönlichkeiten

### Söhne und Töchter der Stadt
- Bradley Barlow (1814–1889), Politiker und Abgeordneter im Repräsentantenhaus
- Jeptha Bradley (1802–1864), Politiker und State Auditor von Vermont
- Chester A. Arthur (1829–1886), 20. Vizepräsident der Vereinigten Staaten von Amerika und 21. Präsident der Vereinigten Staaten von Amerika
- Consuelo N. Bailey (1899–1976), Vizegouverneurin von Vermont